# Michael Adeyinka
Michael Adeyinka Adedeji, född 24 mars 1985 i Lagos, är en nigeriansk fotbollsspelare. 
Adeyinka började spela fotboll i Pepsi Football Academy. Han spelade en match för GIF Sundsvall i Allsvenskan 2005. Han har även spelat för Shooting Stars, Sunshine Stars samt FC Pyunik.
Han var även med i Nigerias trupp som slutade på en andra plats vid U20-världsmästerskapet 2005.